# EK-2
EK-2 – polski akumulatorowy platformowy wózek jezdniowy produkcji Huty Stalowa Wola, produkowany od lat 50. XX wieku.

## Przeznaczenie
Jednoosobowy pojazd był przeznaczony do przewożenia towarów o ciężarze do 2000 kg pomiędzy wydziałami produkcyjnymi fabryk czy też halami produkcyjnymi. Dzięki wyposażeniu w hak pociągowy można było doczepiać przyczepy i tworzyć pociągi drogowe. Zyskał bardzo dużą popularność na dworcach kolejowych jako pojazd do przemieszczania poczty.

## Dane techniczne
Nośność – 2000 kg, ciężar własny – 1500 kg, szerokość – 1140 mm, wysokość 1310, prześwit – 64 mm, prędkość jazdy bez obciążenia – 10 km/h, prędkość jazdy z obciążeniem – 4-5 km/h, rozstaw kół tylnych – 720 mm, przednich – 790 mm, rozstaw osi kół przednich i tylnych – 1525 mm, najmniejszy promień skrętu – 2800 mm.